# كوستوديو كاسترو
كوستوديو ميغيل دياس كاسترو (بالبرتغالية: Custódio Miguel Dias Castro‏) الشهير باسم كوستوديو (مواليد 24 مايو 1983 في غيمارايس، البرتغال) لاعب كرة قدم برتغالي يجيد اللعب في مركز الوسط المدافع ويلعب حاليا في سبورتينغ براغا البرتغالي منذ 2010.

## مسيرته الكروية
لعب كوستوديو كاسترو خلال مسيرته الاحترافية مع 6 أندية في تسعة عشر موسمًا وسجل خلالها 21 هدفًا ضمن 342 مباراة. حيث فاز في موسمين بالكأس وفي موسم واحد بالدوري.
خاض كوستوديو كاسترو مسيرته مع نادي سبورتينغ لشبونة في موسم 2001–02 في المرة الأولى لمدة موسم واحد ثم في موسم 2003–04 ليلعب معه أربعة مواسم، مشاركًا طوالها في 95 مباراة سجل خلالها 4 أهداف. ثم انتقل إلى نادي سبورتينغ لشبونة ب في موسم 2002–03 لمدة موسم واحد، حيث شارك في 48 مباراة سجل خلالها 5 أهداف. لينتقل بعدها إلى نادي دينامو موسكو ما بين عامي 2007 و2008 لمدة موسم واحد، مشاركًا في 9 مباريات ولم يسجل أي هدف. ثم انتقل إلى نادي فيتوريا دي غيماريش في موسم 2008–09 واستمر معه طيلة ثلاثة مواسم، مشاركًا في 27 مباراة ولم يسجل أي هدف أيضًا. هذا وانتقل لاحقًا إلى نادي سبورتينغ براغا في موسم 2010–11 ليلعب معه خمسة مواسم، مشاركًا في 87 مباراة سجل خلالها 8 أهداف. ثم انتقل بعدها إلى نادي بلدية آكهيسار سبور في موسم 2014–15 واستمر معه طيلة ثلاثة مواسم، مشاركًا في 76 مباراة سجل خلالها 4 أهداف.

## روابط خارجية
- كوستوديو كاسترو على موقع الاتحاد الأوربي (الإنجليزية)
- كوستوديو كاسترو على موقع اتحاد تركيا (لاعب) (الإنجليزية)
- كوستوديو كاسترو على موقع قاعدة بيانات كرة القدم.إي يو (الإنجليزية)
- كوستوديو كاسترو على موقع ناشيونال فوتبول تيمز (الإنجليزية)
- كوستوديو كاسترو على موقع Soccerway.com (الإنجليزية)
- كوستوديو كاسترو على موقع عالم كرة القدم.نت (الإنجليزية)
- كوستوديو كاسترو على موقع أوليمبيديا (الإنجليزية)
- كوستوديو كاسترو على موقع AS.com (الإسبانية)